# Myonycteris brachycephala
Myonycteris brachycephala är en däggdjursart som först beskrevs av Bocage 1889.  Myonycteris brachycephala ingår i släktet Myonycteris och familjen flyghundar. Inga underarter finns listade.
Arten blir 94 till 106 mm lång inklusive en 1 mm lång svans. Den har 62 till 64 mm långa underarmar, bakfötter som är 15 till 17 mm långa och 11 till 15 mm stora öron. Huvudet kännetecknas av stora bruna ögon med mörka ringar, en bred nos och av avrundade öron. Typisk är dessutom långa tummar och inga ljusa fläckar på axlarna. På ryggen förekommer mörkbrun päls och kinderna är mera grå. Pälsen på buken är isabellfärgad till ljusbrun och håren fortsätter lite på underarmarna. Hos Myonycteris brachycephala är vingarna och svansflyghuden mörkbruna. Artens tandformel är I 2/1,5, C 1/1, P 3/3, M 2/3, vad som ger 33 tänder i tanduppsättningen. Detta ovanliga värde beror på att antingen den vänstra eller den högra andra framtanden saknas i underkäken.
Denna flyghund förekommer endemisk på ön São Tomé väster om Afrika. Den vistas där i kulliga områden och i bergstrakter upp till 1200 meter över havet. Habitatet utgörs av olika slags skogar och dessutom uppsöker arten fruktträdodlingar.
Exemplaren är nattaktiva. De äter olika frukter som ofta hämtas från fruktodlingar.
Beståndet hotas av skogarnas omvandling till jordbruksmark. IUCN kategoriserar arten globalt som starkt hotad.